# Cydia falsifalcellum
Cydia falsifalcellum là một loài bướm đêm thuộc họ Tortricidae. Nó là loài đặc hữu của Hawaii. Nó hiếm do thiếu thực vật chúng bám làm tổ.
Ấu trùng ăn Canavalia và có thể là Vicia menziessii và Strogylodon ruber.